# 帕尔迪讷
帕尔迪讷（法語：Pardines，法語發音：[paʁdin]）是法国多姆山省的一个市镇，属于伊苏瓦尔区。

## 地理
帕尔迪讷（45°33'44"N, 3°10'24"E）面积5.18 平方千米，位于法国奥弗涅-罗讷-阿尔卑斯大区多姆山省，该省份为法国中南部省份，北起阿列省接壤，东临卢瓦尔省，南至上盧瓦爾省和康塔爾省，西接科雷兹省和克勒兹省。
与帕尔迪讷接壤的市镇（或旧市镇、城区）包括：佩里耶、沙德勒夫、伊苏瓦尔、梅约、内斯谢尔、圣伊瓦纳。

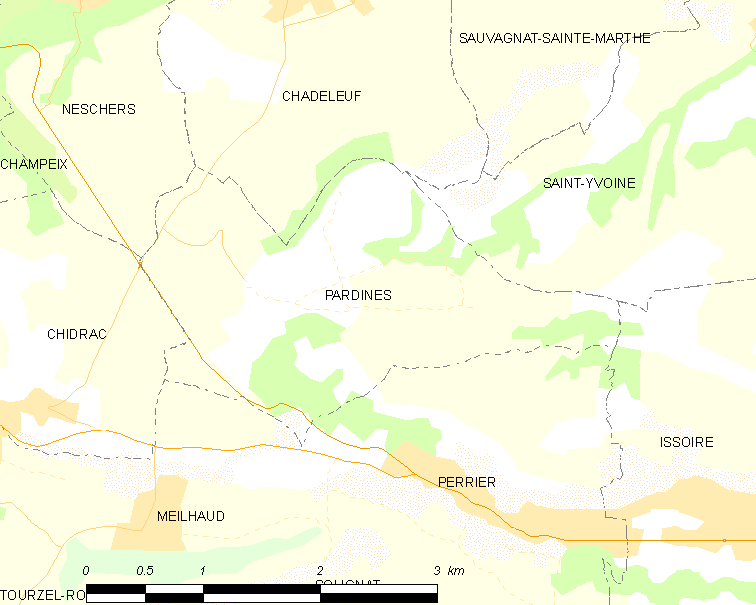
帕尔迪讷的OSM定位图

帕尔迪讷的时区为UTC+01:00、UTC+02:00（夏令时）。

## 行政
帕尔迪讷的邮政编码为63500，INSEE市镇编码为63268。

## 政治
帕尔迪讷所属的省级选区为伊苏瓦尔县。

## 人口

1962-2008年间帕尔迪讷人口变化图示

帕尔迪讷于2022年1月1日时的人口数量为301人。